# Дарюс Моцкус
Дарюс Моцкус (лит. Darius Mockus, 29 березня 1965, Вільнюс) — литовський підприємець, мільйонер, один з найбагатших людей в Литві (вважається третім за багатством людиною в країні).
Дарюс Моцкус — президент, одноосібний власник концерну «MG Baltic» (власник найбільшого в країнах Балтії продавця одягу Apranga).

## Біографія
У 1988 році закінчив Вільнюський університет, факультет економіки за спеціальністю індустріальне планування. Бізнес почав, створивши консультаційний кооператив «Літас». З 1990 року виконавчий директор АТ «Летувос Біржа». 1991—1992 — президент «Летувос інвестиція». У 2000 році стає директором концерну «MG Baltic», а вже в 2002 президентом. Президент Асоціації торгово-промислових палат Литви.